# Matres e Matronae

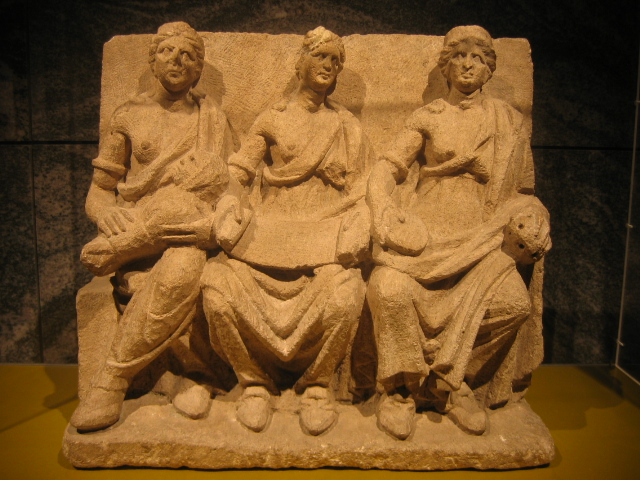
Altorilievo in terracotta delle Matres (dall'insediamento gallo-romano di Vertillum (Vertault) in Gallia

Le Matres (dal Latino: madri) o le Matronae (dal Latino: matrone)  furono divinità femminili, venerate all'incirca dal primo al quinto secolo in vaste zone dell'Europa occidentale, soprattutto nella Gallia, nella Cisalpina e lungo la valle del Reno.
Venivano rappresentate in gruppi di tre figure femminili – talvolta anche nove – spesso sedute e recanti in grembo simboli di abbondanza e fertilità (canestri ricchi di frutta o pani, cornucopie, bimbi in fasce). I nomi e le iscrizioni che accompagnavano  queste rappresentazioni figurative (più di mille esemplari ritrovati, soprattutto statue, altorilievi e bassorilievi) risultano per  circa la metà in lingua celtica, per l'altra metà in lingua germanica, mostrando quindi il diffondersi di questo culto presso popoli vicini ma differenti dal punto di vista etnolinguistico.
Le matres nell'area germanica sono state ricollegate poi con divinità di un tempo successivo a questa stessa area quali Dísir, Valchirie e Norne, come attestano fonti del XIII secolo

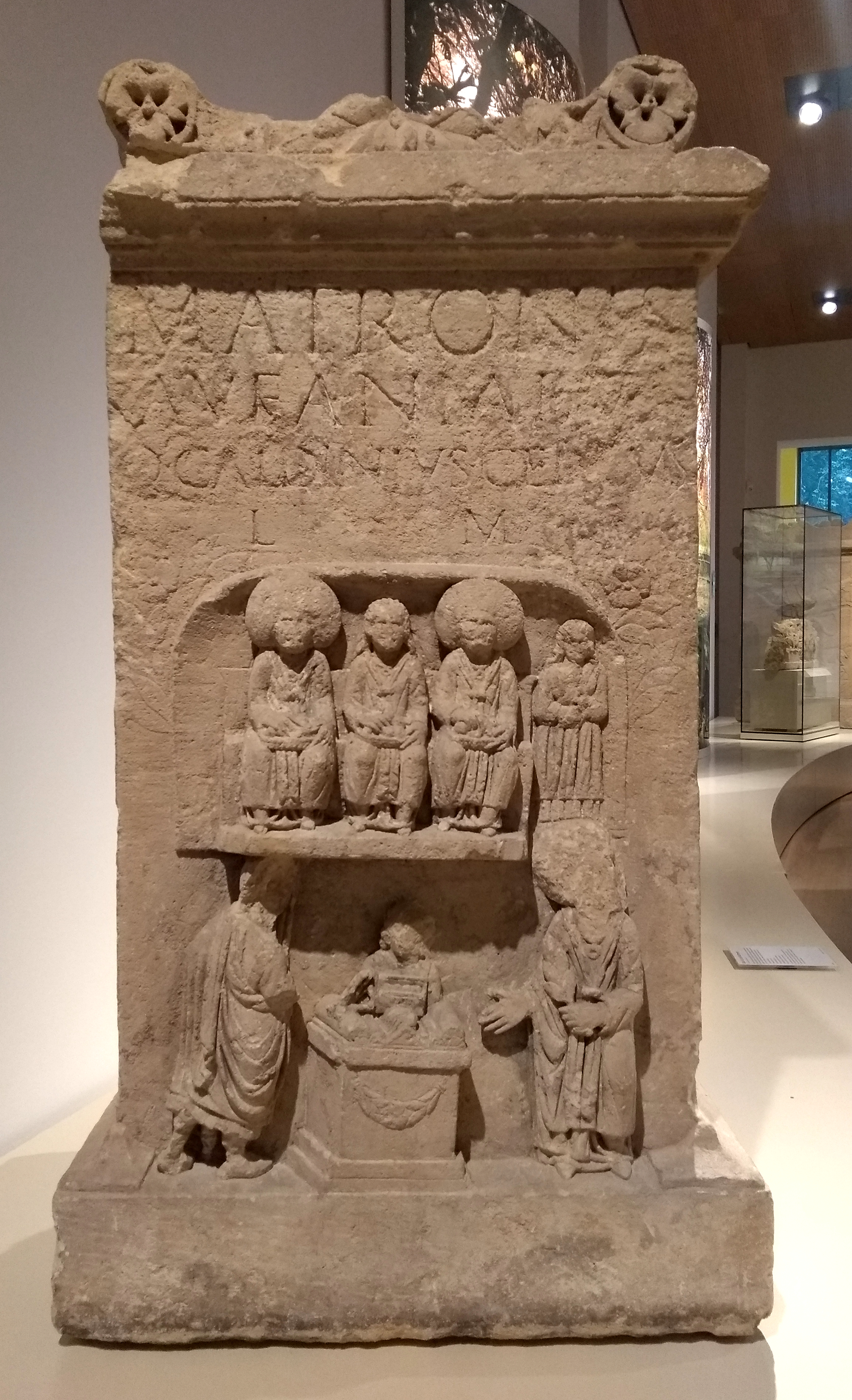
Altorilievo dedicato alle Matronae Aufaniae, Bonn, Rheinisches Landesmuseum